# Harry Patch
Henry John (Harry) Patch (Combe Down bij Bath (Somerset), 17 juni 1898 – Wells (Somerset), 25 juli 2009) was met zijn 111 jaar de oudste man van Europa en tevens een van de laatste twee nog levende Britse veteranen uit de Eerste Wereldoorlog (de andere was Claude Choules). Hij was de laatste nog levende veteraan (in heel de wereld) die gestreden heeft in de loopgraven van de Eerste Wereldoorlog.

## Eerste Wereldoorlog
Harry Patch vocht op negentienjarige leeftijd mee in de slag bij Passendale (ook wel bekend als de Derde Slag om Ieper). Hij was als dienstplichtige opgeroepen om mee te vechten met de lichte infanterie. Tijdens deze slag raakte hij zwaargewond door een aanval van de Duitse artillerie.

## Latere jaren
Op 27 juli 2007 was het precies negentig jaar geleden dat de Britse luchtmacht de slag bij Passendale opende met een luchtgevecht waarbij ruim 94 vliegtuigen betrokken waren. Bij deze veldslag, die ruim 100 dagen duurde, verloren ongeveer 500.000 Britse en Duitse troepen het leven – het was een van de bloedigste treffens ooit.
Tijdens die herdenking was Harry Patch aanwezig en legde hij een krans neer voor de slachtoffers. Op zaterdag [27 september 2008 onthulde hij een monument in Langemark op de plaats waar hij had gevochten in 1917 tijdens de aanval op Langemark. Het monument werd door hem persoonlijk gefinancierd ter ere van een hele generatie oorlogsslachtoffers. Op zondag 28 september 2008 bezocht hij het Talbot House in Poperinge, waar hij in datzelfde jaar verbleven had. Om 20.00 uur woonde Patch de "Last Post" onder de Menenpoort bij. Hij werd door het publiek met een applaus ontvangen. Op de noordelijke trap van diezelfde Menenpoort legde hij een krans neer. Tijdens de plechtigheid sprak Patch de volgende woorden tot het publiek:

Always remember both sides of the line.

Op 11 november 2008, precies negentig jaar na het einde van de Eerste Wereldoorlog, nam hij deel aan een ceremonie in Londen, samen met medeveteranen Henry Allingham en Bill Stone (beiden inmiddels eveneens overleden). Hij legde daar ook weer een krans neer. Dit was live te zien op de Britse staatszender BBC.
Hij woonde tot zijn dood in een verpleegtehuis te Wells in Somerset. Op zijn sterfdatum was hij 111 jaar, 1 maand, 1 week en 1 dag oud.

## Prijzen/medailles
- 1914-1918: British War Medal
- 1914-1920: British Victory Medal
- 1939-1945: Defensiemedaille
- 2008-Leopoldsorde, België
- 2009-Officier in het Legioen van Eer, Frankrijk
- National Service Medal
- Hors de combat